# Abdelaziz Souleimani
Abdelaziz Souleimani (en árabe: عبدالعزیز سلیماني‎; Marruecos, 30 de abril de 1958) es un exfutbolista de Marruecos que jugaba en la posición de centrocampista.

## Carrera

### Club
Jugó toda su carrera con el MAS Fez de 1977 a 1994, con el que fue campeón de liga en tres ocasiones y ganó dos copas nacionales.

### Selección nacional
Jugó para Marruecos en 14 ocasiones de 1984 a 1985, participó en la Copa Mundial de Fútbol de 1986 y la Copa Africana de Naciones 1986.

## Logros
- Botola (3): 1979, 1983, 1985
- Copa del Trono (2): 1980, 1988